# Прјетршка
Прјетршка (слч. Prietržka) насељено је мјесто са административним статусом сеоске општине (слч. obec) у округу Скалица, у Трнавском крају, Словачка Република.

## Становништво
| Година:    | 1994. | 2004.   | 2014.   | 2024.    |
| ---------- | ----- | ------- | ------- | -------- |
| Број људи: | 426   | 452     | 487     | 557      |
| Разлика:   |       | +6,10 % | +7,74 % | +14,37 % |

| Година:    | 2023. | 2024.   |
| ---------- | ----- | ------- |
| Број људи: | 550   | 557     |
| Разлика:   |       | +1,27 % |

Према подацима о броју становника из 2024. године насеље је имало 557 становника.